# Lissochlora duplex
Lissochlora duplex är en fjärilsart som beskrevs av Louis Beethoven Prout 1932. Lissochlora duplex ingår i släktet Lissochlora och familjen mätare. Inga underarter finns listade i Catalogue of Life.